# 芝山千代田站
芝山千代田站（日语：／ Shibayama-chiyoda eki */?）是一個位於千葉縣山武郡芝山町，屬於芝山鐵道芝山鐵道線的鐵路車站，是該線的終點站。車站編號是SR01。
站舍位於芝山町與成田市的邊界上，所在地是芝山町。

## 車站結構

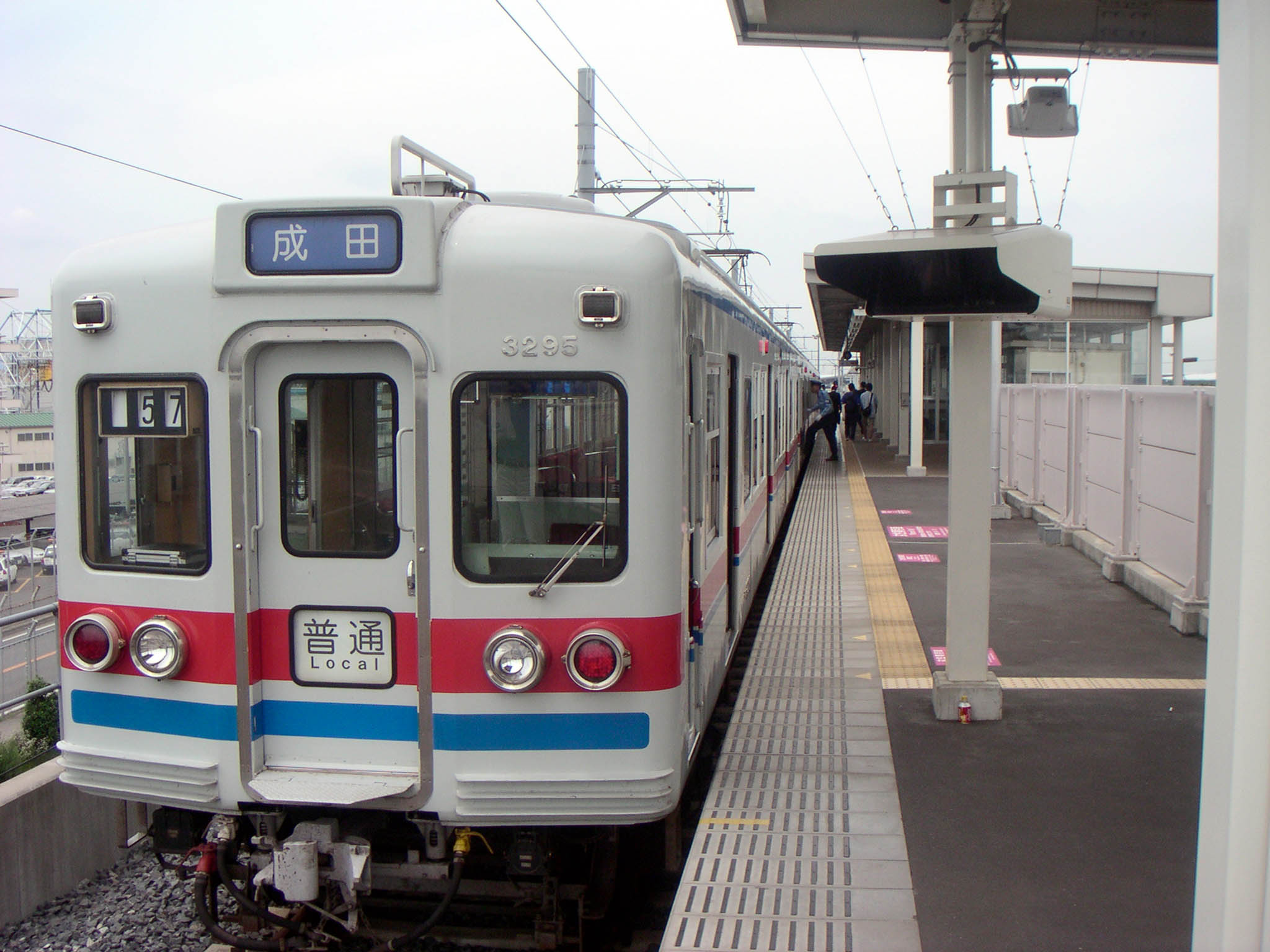
車站月台

本站站房屬高架車站設計，剪票口位於地面，而側式月台位於2樓。
此外芝山鐵道的總部也是設於站內空間。站外則設有一家食堂。

## 車站周邊
本站鄰近成田機場範圍，原定站名為維修區前（整備場前）。
- 成田機場
  - 工務局
  - 飛機維修區
- 航空科學博物館
- 芝山水邊之里

## 歷史
- 2002年（平成14年）10月27日：芝山鐵道芝山千代田站開業。

## 相鄰車站
芝山鐵道
 芝山鐵道線
■快速特急、■特急、■通勤特急、■快速、■普通（特急只限到站列車）
東成田（KS44）－芝山千代田（SR01）

## 外部連結
- 芝山千代田站｜車站資訊｜芝山鐵道 （页面存档备份，存于）

35°45′14.7″N 140°23′58.5″E / 35.754083°N 140.399583°E